# Coenosia anipila
Coenosia anipila este o specie de muște din genul Coenosia, familia Muscidae, descrisă de Stein în anul 1909. Conform Catalogue of Life specia Coenosia anipila nu are subspecii cunoscute.